# Larry Graham
Larry Graham (14 de Agosto de 1946) é um músico, compositor, cantor e produtor musical dos Estados Unidos da América, a quem se atribui a invenção da técnica de bater com o polegar nas cordas do baixo eléctrico, usualmente designada pelo termo slapping ou, conforme definição do próprio artista, Thumpin' and Pluckin. É especialmente conhecido como baixista da banda "Sly & the Family Stone", que influenciou o funk e o soul psicodélico nos anos 70, do Século XX. Foi ainda o fundador e principal figura da banda "Graham Central Station".

## Anos iniciais

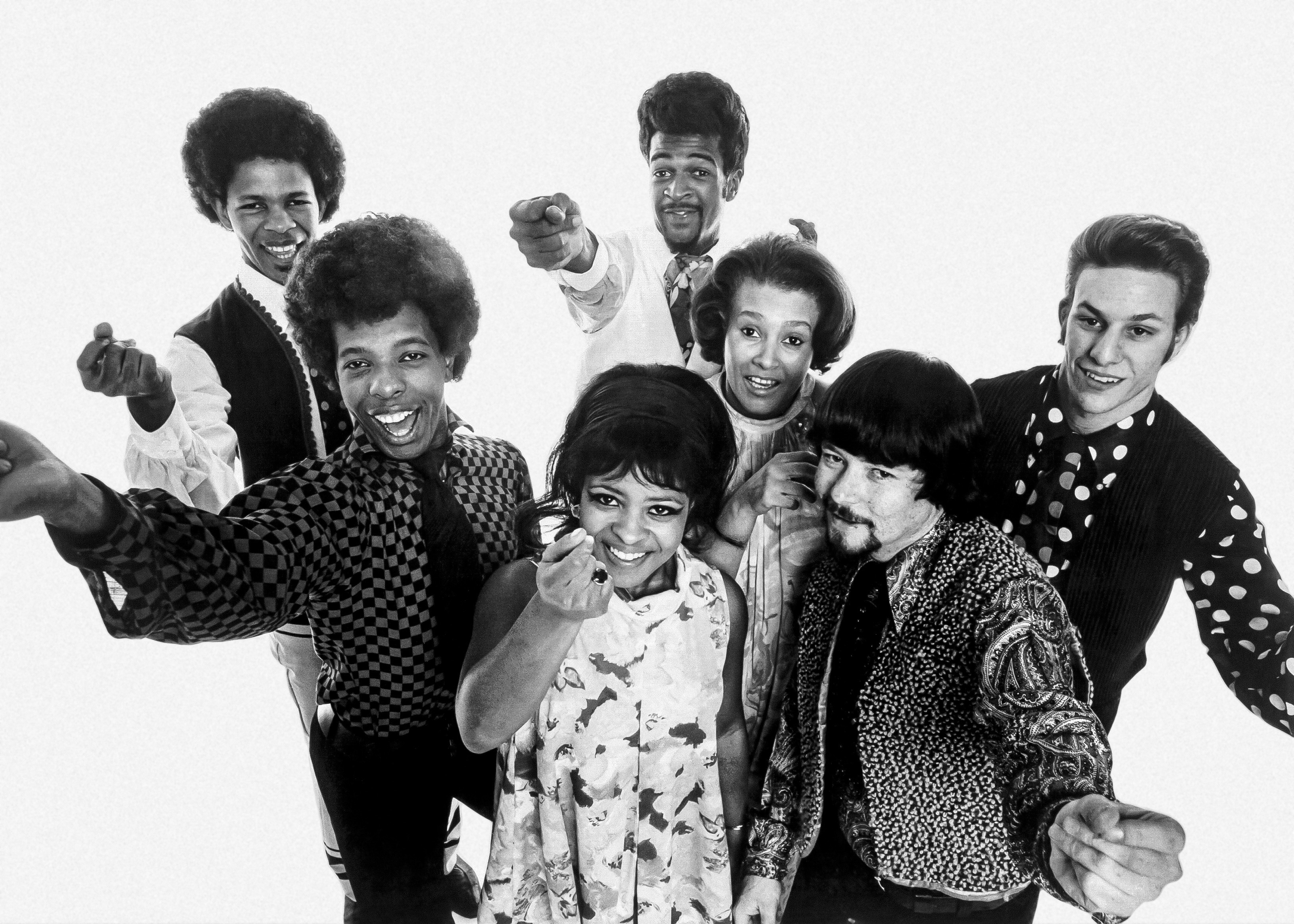
Foto publicitária da banda americana Sly and the Family Stone em 1968. Da esquerda para a direita: Freddie Stone, Sly Stone, Rose Stone, Larry Graham, Cynthia Robinson, Jerry Martini, Greg Errico.

Larry Graham, Jr. nasceu em 14 de Agosto de 1946 em Beaumont, Texas, sendo filho único. A sua família possuía fortes ligações com a música sendo que a sua mãe era pianista no coral da igreja e o pai era guitarrista de jazz. Por volta dos cinco anos de idade, quando a família se mudou para Oakland, Califórnia, começou a aprender sapateado. Dois anos depois, aprendeu a tocar piano sob a orientação da avó, que cuidou dele durante a infância.
Aos onze anos, o pai ofereceu-lhe a sua guitarra eléctrica e o amplificador, levando-o a aprender a tocar este novo instrumento e a aperfeiçoar uma técnica própria. Mais tarde, aprendeu também a tocar bateria, clarinete e saxofone. Por volta dos treze anos já havia fundado a sua própria banda profissional de rock and roll intitulada "The Five Riffs". Aos quinze anos, começou a tocar em clubes nocturnos, fazendo parte do "Trio Dell Graham", composto pela mãe ao piano, Larry na guitarra-solo e um baterista.
Mais tarde, ele e a mãe formaram uma parceria. Para compensar a falta dum baterista, Larry batia e dedilhava as cordas graves do baixo para acentuar o ritmo. Dessa forma desenvolveu o estilo que o tornou famoso: o slapping, ou seja, bater e dedilhar o baixo. Uma ouvinte assídua da actuação da dupla ficou tão impressionada com o estilo de Larry que telefonou a um músico e editor musical, Sly Stone, insistindo para que o ouvisse. Em 1966, Larry Graham recebeu a oferta de actuar como baixista num grupo de sete componentes que ficou conhecido como "Sly & the Family Stone".

## Atinge a fama
A banda tornou-se especialmente conhecida durante os anos 1967 a 1972, influenciando toda a música pop norte americana em geral, e mais especificamente o soul, R&B, funk, e mais tarde o hip hop. Alcançou por cinco vezes o Top 10 dos Estados Unidos com temas de grande sucesso e editou quatro álbuns de grande divulgação. O disco "Dance to the Music" tornou-se um sucesso internacional sendo que os "Sly & the Family Stone" tornaram-se o grupo afro-americano mais popular da época. Seguiram-se rapidamente outros sucessos, inclusive "Hot Fun in the Summertime", "Everyday People" e "Thank You for Letting Me Be Myself Again". Em 1969 participaram no Festival de Woodstock, ao lado de outros grandes nomes da música mundial, tocando para meio milhão de pessoas. Mais tarde, actuaram para 300 000 pessoas na Ilha de Wight, na Grã-Bretanha e para 350 000 num festival de música na República Federal da Alemanha.
Larry, o baixista, continuava a usar e a desenvolver a técnica de adicionar ritmos de percussão ao baixo. O estilo de bater com o polegar nas cordas mais graves e puxar com outros dedos as cordas mais altas, tudo isto de forma agressiva e a uma velocidade estonteante, várias vezes em alterações rítmicas, acabou por influenciar todo o funk moderno. Este estilo de "baixo-metralhadora" (machine-gun bass) foi mais tarde usado por Les Claypool, Bootsy Collins, Louis Johnson, Mark King, Michael "Flea" Balzary, Victor Wooten, Marcus Miller, Stanley Clarke, John Norwood Fisher, P-Nut, Danny McCormack e Dirk Lance.
Após a desintegração da banda, devido ao consumo de drogas por parte de Sly Stone, Larry Graham formou a sua própria banda que intitulou Graham Central Station. O nome é um trocadilho em referência à famosa Grand Central Station, localizada em Manhattan, Nova Iorque. A nova banda alcançou grandes sucessos nos anos 1970, especialmente o álbum "Hair". Em meados da década de 1970, Larry trabalhou com Betty Davis, a esposa da lenda do jazz Miles Davis. A banda de Betty Davis incluía trompetistas dos Tower of Power e The Pointer Sisters. Gravou três álbuns muito bem recebidos pela crítica mas com limitado sucesso comercial.

## Ponto de viragem
Em 1973, conheceu Tina, uma comissária de bordo (aeromoça) de uma companhia aérea internacional. A mãe de Tina começou a estudar a Bíblia com as Testemunhas de Jeová. Certo dia, Tina encontrou a mãe em prantos porque nenhum dos seus filhos estaria presente no seu batismo no Congresso de Distrito das Testemunhas de Jeová no Coliseu de Oakland. Tina prometeu-lhe que compareceria ao batismo. Ficou tão impressionada com o que viu e ouviu naquele dia de Julho de 1974, que telefonou a Larry insistindo para que ele assistisse ao programa de sábado. Tendo gravado na noite anterior, Larry escusou-se mas, perante a insistência de Tina para que estivesse presente, acabou por se dirigir ao local do Congresso, chegando poucos minutos antes da conclusão do discurso final. O pouco que viu impressionou-o, especialmente observar a ordeira assistência de 60 000 pessoas de diferentes raças e formações sociais, todas associadas pacificamente. Ao sair do Coliseu, uma adolescente ofereceu-lhe um exemplar do livro "É Esta Vida Tudo o Que Há?", editado pelas Testemunhas, através da Sociedade Torre de Vigia. Ao entrar no automóvel, abriu o livro e viu uma ilustração dum cisne, duma tartaruga, duma árvore e de pessoas. Comentando que um cisne pode viver 80 anos, uma tartaruga 150 anos, e uma árvore milhares de anos, o livro perguntava: "Tem sentido que o homem tenha vida curta?". A mensagem daquela ilustração exerceu um impacto imediato sobre ele.
Mais tarde, Larry e Tina resolveram contactar a Testemunha que estudara com a mãe de Tina. Começaram assim a estudar a Bíblia regularmente com a ajuda do livro "A Verdade Que Conduz à Vida Eterna". Pouco depois, iniciando uma nova digressão com a sua banda, visitou congregações das Testemunhas de Jeová desde a costa a costa e desde o norte e o centro-oeste até ao Texas e aos Estados do Sul, dos EUA. Em todos os lugares que visitou, a mensagem era a mesma. Ficou muito impressionado por verificar a existência de uma organização de âmbito nacional que Larry classificou de "verdadeiramente unida em harmonia espiritual".
Iniciou uma digressão pela Europa e continuou a visitar as Testemunhas em cada país, estudando a Bíblia com elas. De Paris telefonou para Tina e pediu-a em casamento. Algumas semanas depois, em Fevereiro de 1975, casou-se em Nevada, EUA. Apenas cinco dias após o casamento, iniciei nova digressão pelos Estados Unidos, mas desta vez a esposa acompanhava-o. Em Brooklyn, Nova Iorque, visitaram a sede internacional das Testemunhas de Jeová. Segundo recorda o artista, "estávamos vestidos de modo extravagante, trajando roupas pretas idênticas com detalhes de cintilantes dragões vermelhos e prateados nas pernas da calça e nas costas da jaqueta, o que ainda nos deixa embaraçados só de lembrar. Mas, fomos tratados com bondade, e ninguém fez comentários sobre a nossa roupa."
Larry e Tina foram batizados no Congresso de Distrito em Oakland, em Julho de 1975, exactamente um ano depois de terem estado pela primeira vez num congresso realizado no mesmo local. As duas irmãs de Tina, Denise e Shelia, e a própria mãe de Larry, também foram batizadas no mesmo dia como Testemunhas. Alguns anos depois, a sua avó, à idade de 82 anos, também foi batizada. Um organista e um baterista da sua banda reagiram favoravelmente à nova fé de Larry e também se tornaram Testemunhas. Num artigo publicado em 1989 à revista Despertai!, informava-se que o baterista servia como ancião e pioneiro regular na Congregação West Hollywood das Testemunhas de Jeová. A sua mãe faleceu em Abril de 1987, estando na ocasião activamente empenhada no serviço como pioneira regular.

## Influências na sua música
As coisas que Larry aprendia começaram a evidenciar-se nas capas dos disco de alguns dos álbuns produzidos pela sua banda. A capa do álbum de 1976, intitulado "Mirror", apresentava fotografias dos membros da banda. Num lado apareciam com cabelos compridos, óculos escuros, e roupas excêntricas, ao passo que no outro lado, numa imagem reflectida, apresentavam-se de modo formal com cabelos mais curtos e estilos de roupa mais modestos. O alinhamento incluía um tema intitulado "Forever" (Eternidade), cuja letra era dedicada à esperança de rever o pai na ressurreição, segundo a perspectiva de vida eterna ensinada pelas Testemunhas. A letra de outro tema reflectia os seus sentimentos como Testemunha recém-batizada.
Numa digressão, após o seu batismo, a banda efectuava apresentações audiovisuais em telas com perto de cinco metros de largura. A apresentação audiovisual retratava os horrores das condições mundiais e depois apontava para a solução por meio do Reino de Deus. Os slides ou diapositivos incluíam fotografias do Congresso no Coliseu de Oakland e do próprio batismo de Larry e Tina. Isso era conjugado com a música, e Larry tecia comentários entre uma canção e outra.
Em 1979, mudou-se para Los Angeles, para uma casa espaçosa onde instalou o seu próprio estúdio de gravação. Ali veio a gravar cinco álbuns a solo, alcançando vários êxitos. O primeiro disco que gravou ali intitulou-se: "One in a Million You". Este álbum foi muito bem recebido, vendendo mais de um milhão de cópias e alcançando a nona posição na tabela de 1980 da revista Billboard.
Naquele ano, foi designado como servo ministerial, e em 1982, apenas uma semana antes da sua filha Latia nascer, foi designado ancião.
Em 1982, Larry e Tina iniciaram a sua actividade como pioneiros, tornando-se assim mais activamente pregadores e evangelizadores como Testemunhas de Jeová. Em 1985, simplificaram o seu estilo de vida, vendendo a sua luxuosa casa e os vários automóveis que possuíam. Passaram a morar numa modesta casa da cidade. No referido artigo da revista Despertai!, Larry afirmou que, embora ainda trabalhasse de modo limitado como músico,  a sua genuína felicidade provinha agora de servir como evangelizador e ver a sua filha progredir na aprendizagem da Bíblia.
No final dos anos 1990, gravou um novo álbum com uma nova banda, mantendo no entanto o nome "Graham Central Station". Dois dos novos membros da banda eram antigos colegas da "Sly & the Family Stone", nomeadamente Cynthia Robinson e Jerry Martini. Em 2000, acompanhou Prince em digressão, actuando como baixista na sua banda.

## Discografia

### Com a Family Stone
- 1967: A Whole New Thing
- 1968: Dance to the Music
- 1968: Life
- 1969: Stand!
- 1970: Greatest Hits
- 1971: There's a Riot Goin' On

### Com a Graham Central Station
- Graham Central Station, 1974, Warner Bros.
- Release Yourself, 1974, Warner Bros.
- Ain't No 'Bout-A-Doubt It, 1975, Warner Bros.
- Mirror, 1976, Warner Bros.
- Now Do U Wanta Dance, 1977, Warner Bros.
- My Radio Sure Sounds Good to Me, 1978, WEA
- Star Walk, 1979, Warner Bros.
- The Best of Larry Graham and Graham Central Station, Vol. 1, 1996, Warner Bros.
- Graham Central Station 2000, 1998, NPG (Produzido com O Artista Anteriormente Conhecido por Prince)
- The Jam: The Larry Graham & Graham Central Station Anthology, 2001, Rhino
- Greatest Hits, 2003, Rhino Flashback

### A solo

#### Álbuns
Edições da Warner Bros. Records:
- One in a Million You, 1980
- Just Be My Lady, 1981
- Sooner or Later, 1982
- Victory, 1983
- Fired Up, 1985

#### Singles
| Year | Title                                           | Album                | US Hot 100 | US R&B |
| ---- | ----------------------------------------------- | -------------------- | ---------- | ------ |
| 1980 | "One in a Million You"                          | One in a Million You | 9          | 1      |
| 1980 | "When We Get Married"                           | One in a Million You | 76         | 9      |
| 1981 | "Guess Who"                                     | Just Be My Lady      |            | 69     |
| 1981 | "Just Be My Lady"                               | Just Be My Lady      | 67         | 4      |
| 1982 | "Sooner or Later"/ "Don't Stop When You're Hot" | Sooner or Later      |            | 27 16  |
| 1983 | "I Never Forget Your Eyes"                      | Victory              |            | 34     |